# Kabupaten de Muna
Pour les articles homonymes, voir Muna.
Le kabupaten de Muna, en indonésien Kabupaten Muna, est un kabupaten situé dans la province indonésienne de Sulawesi du Sud-Est. Son chef-lieu est Raha.

## Géographie
Le kabupaten est formé de la partie nord de l'île de Muna, de la partie nord de l'île de Buton et des petites îles alentour. Il est bordé :
- Au nord, par le kabupaten de Konawe du Sud et le détroit de Tiworo,
- À l'est, par le kabupaten de Buton du Nord et l'île de Kajuangi,
- Au sud, par le détroit de Muna,
- À l'ouest, par le détroit de Spelman.

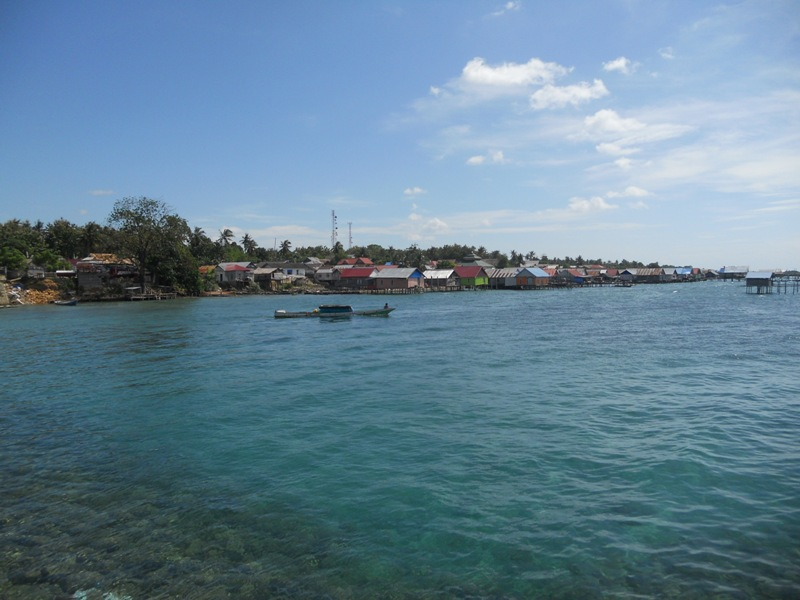
Mer de Village de Tampo, district de Napabalano, régence de Muna

Il est subdivisé en 29 districts.

## Histoire
Muna était une principauté dont le dernier souverain a été Laode Pandu (1947-).

## Les souverains de Muna
- Lakilaponto, 7e roi (1538-1541)
- La Posasu, 8e roi
- La Titakono, 10e roi (1600-1625)
- La Ode Huseini, portant le titre d'Omputo Sangia (1716-1757)
- La Ode Dika (1930-1938)
- La Ode Pandu